# Olexandr Jvoshch
Olexandr Petrovych Jvoshch –en ucraniano, Олександр Петрович Хвощ– (Stajánov, 1 de octubre de 1981) es un deportista ucraniano que compitió en lucha grecorromana. Ganó dos medallas en el Campeonato Europeo de Lucha, plata en 2007 y bronce en 2006.

## Palmarés internacional
| Campeonato Europeo | Campeonato Europeo | Campeonato Europeo | Campeonato Europeo |
| Año                | Lugar              | Medalla            | Categoría          |
| ------------------ | ------------------ | ------------------ | ------------------ |
| 2006               | Moscú (Rusia)      | Medalla de bronce  | 66 kg              |
| 2007               | Sofía (Bulgaria)   | Medalla de plata   | 66 kg              |